# Melanagromyza apii
Melanagromyza apii är en tvåvingeart som beskrevs av Erich Martin Hering 1951. Melanagromyza apii ingår i släktet Melanagromyza och familjen minerarflugor. Inga underarter finns listade i Catalogue of Life.